# 벤 카방고
벤저민 조지 카방고(영어: Benjamin George Cabango, 2000년 5월 30일 ~ )는 웨일스의 축구 선수이다. 포지션은 수비수이며, 현재 잉글랜드 EFL 챔피언십의 스완지 시티 AFC에서 뛰고 있다.